# Pierre Marandat d'Olliveau
Pierre Marandat d'Olliveau es un político francés nacido el  en Nevers (Nièvre) y fallecido el  en Mars-sur-Allier (Nièvre).

## Biografía
Abogado, subdelegado de la intendente de Moulins en Nevers, fue elegido diputado del tercer estado a los Estados Generales de 1789 para la alguacilazgo de Nivernais. Vota con la mayoría reformista.